# Nicholas Medforth-Mills
Ej att förväxla med hans morfars farbror prins Nicholas av Rumänien (1903–1978)
Nicholas Michael de Roumanie Medforth-Mills (eller prins Nicholas av Rumänien), född 1 april 1985 i Meyrin strax utanför Genève i Schweiz. Han är son till prinsessan Elena av Rumänien och Dr. Robin Medforth-Mills.
Nicholas har gått på Shiplake College i Henley-on-Thames.
Familjen flyttade till England efter Nicholas födelse, och hans yngre syster Elisabeta Karina föddes i Newcastle-upon-Tyne.